# Guai (Shiva)
Guai è un singolo del rapper italiano Shiva, pubblicato il 28 marzo 2019.

## Tracce
Testi e musiche di Andrea Arrigoni e Adam11.
1. Guai – 2:55